# Ялга
Ялга́ (рос. Ялга) — селище міського типу у складі Саранського міського округу Мордовії, Росія.
Стара назва — Селекціонна Станція.

## Населення
Населення — 5672 особи (2010; 5088 у 2002).